# جيريمي فرنانديز
جيريمي فرنانديز (بالإنجليزية: Jeremy Fernandez)‏ هو مغني وممثل أمريكي، ولد في 18 ديسمبر 1997 في الولايات المتحدة.

## وصلات خارجية
- جيريمي فرنانديز على موقع IMDb (الإنجليزية)
- جيريمي فرنانديز على موقع قاعدة بيانات الفيلم (الإنجليزية)